# Der Silbersee
Der Silbersee (títol original en alemany, en català El llac de plata) és una obra dramaticomusical en tres actes composta  per Kurt Weill sobre un llibret en alemany de Georg Kaiser. Es va estrenar el 18 de febrer de 1933 al Neues Theater de Leipzig, dirigida per Gustav Brecher. Douglas Sirk (aleshores encara conegut com Detlef Sierck) va ser el responsable de la posada en escena.